# Francis Delon
Pour les articles homonymes, voir Delon.
Francis Delon, né le 6 octobre 1950 à Objat (Corrèze), est un haut fonctionnaire français, conseiller d'État.

## Biographie
Francis Delon est licencié en droit. De janvier 1977 à mai 1979, il est élève de l’École nationale d'administration (promotion 1979 Michel de l'Hospital), dont il sort major. En juin 1979, il est nommé au Conseil d'État, à la section du contentieux (rapporteur, puis commissaire du gouvernement) et en sections administratives (section de l’intérieur et section des finances).
En avril 1986, il devient chargé de mission auprès du ministre des affaires étrangères puis, en mai 1988, premier conseiller et conseiller juridique à la Mission permanente de la France auprès des Nations unies à New York. Il revient en novembre 1993 au Conseil d'État.
Il devient en mai 1994 directeur des affaires générales, internationales et de la coopération au ministère de l’éducation nationale et Haut fonctionnaire de défense. Succédant à Xavier Darcos, il devient, de mai 1995 à avril 1997, directeur du cabinet du ministre de l'éducation nationale, de l'enseignement supérieur et de la recherche François Bayrou. De mai 1997 à juillet 2004 il est assesseur puis président de la 5e sous-section de la section du contentieux du Conseil d'État.
À partir de juillet 2004, il est Secrétaire général de la défense nationale (SGDN) puis, après l'absorption du secrétariat de la sécurité intérieure, secrétaire général de la défense et de la sécurité nationale (SGDSN). Il est remplacé à cette fonction par Louis Gautier le 13 octobre 2014.
En septembre 2015 il est désigné, sur proposition du président de la République et après audition par la commission des lois, à la tête de la future Commission nationale de contrôle des techniques de renseignement (CNCTR, prévue par le projet de loi sur le renseignement pour remplacer la Commission nationale de contrôle des interceptions de sécurité (CNCIS) et qui doit donner des avis sur les demandes de surveillances émises par les services de renseignement. Cette nomination s'est faite après des débats parlementaires tendus (au sein des deux assemblées). Cette nomination, avalisée par le Parlement, a été contestée par les détracteurs du projet de loi qui craignent une trop grande proximité de Francis Delon avec les services qu’il doit maintenant contrôler, ou qui lui reprochent pour certains d’« avoir participé à la mise en place d’un vaste système d’espionnage pour la DGSE. Depuis 2008 en effet, cette dernière n’hésite pas à directement se brancher sur les câbles sous-marins pour intercepter le trafic Internet y transitant. Et ce dans la plus totale opacité, le dispositif ayant été très récemment révélé par Le Monde » et aussi d'avoir « eu sous ses ordres l'Agence nationale de sécurité des systèmes d'information (ANSSI) ». En réponse à ces critiques, Francis Delon a expliqué au Sénat que son expérience pouvait être un atout:

« Je sais que cette expérience peut faire douter certains de mon indépendance à l'égard des services de renseignement. Je veux les rassurer : connaissance ne signifie pas connivence ni complaisance. Mon indépendance à l'égard des services était complète, lorsque j’exerçais les fonctions de secrétaire général de la défense et de la sécurité nationale. La loyauté qui me liait au président de la République et au Premier ministre ne s'étendait naturellement pas aux services de renseignement. »

## Distinctions
| Décoration                        | Ruban |
| --------------------------------- | ----- |
| Commandeur de la Légion d'honneur |       |
| Commandeur des Palmes académiques |       |